# Срібна гора (Бєляни)
Срібна Гора (пол. Srebrna Góra; 317 м над рівнем моря) — четвертий за висотою і третій за видатністю пагорб Совінського хребта у Вольському лісі південно-західній 
околиці міста Краків. Розташований у кінцевій частині хребта, що тягнеться на південь від Острої Ґори, відокремленої від неї широким Бєлянським перевалом із Поляною під Дембіною, також званою Бєлянською поляною (приблизно 285 м заввишки). Зі сходу вона спускається в глибоко порізаний яр Лупаний Дол, а на південь у долину Вісли. На крутих південних схилах розташований природний заповідник Бєлянські Скалки.
На вершині пагорба розташовані монастир Камедулів і церква Успіння Пресвятої Діви Марії. Поряд з монастирем знаходиться батарея FB-35 «Срібна гора», що належить до оборонних споруд Краківської фортеці .
На південних і південно-західних схилах Срібної Ґори, по обидва боки алеї Вендровник (пол. aleia Wędrowników, біля підніжжя Камедульського монастиря, розташований другий за величиною виноградник Польщі.
На Срібній Горі є туристичний притулок біля села Бєляни та Печера "Бєляни", котру розробили австрійці .

## Галерея

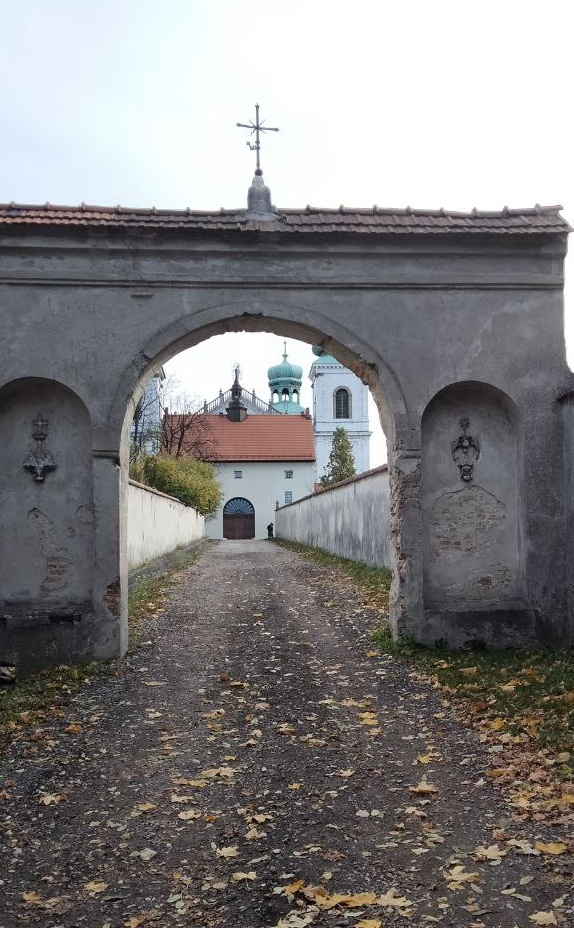
Вхід до монастира камедулів на Срібній Горі (Бєляни)
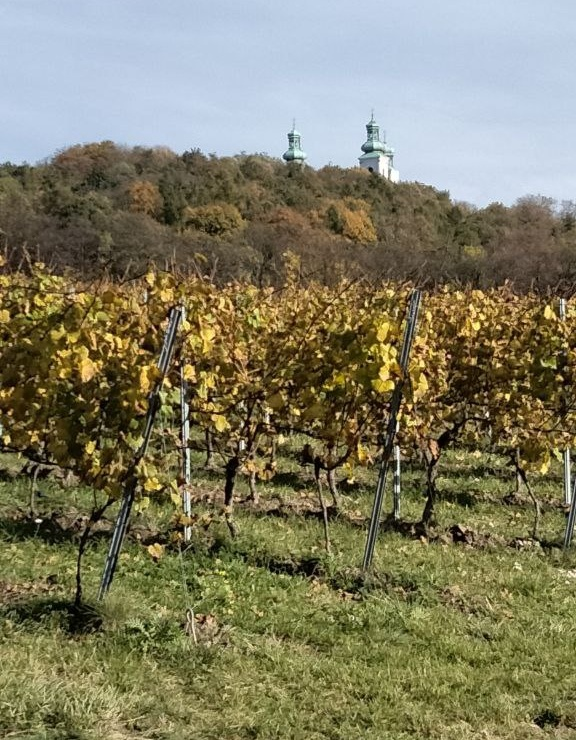
Срібна Гора (Бєляни). Виноградник на виноробні